# 大田区立志茂田中学校
大田区立志茂田中学校（おおたくりつ しもだちゅうがっこう）とは東京都大田区西六郷に所在する公立中学校。

## 沿革
| 年月日           | 出来事                                         |
| ---------------- | ---------------------------------------------- |
| 昭和34年8月7日   | 第1期工事校舎 完成(鉄筋)                       |
| 昭和35年3月28日  | 設立許可 現在地                                |
| 昭和35年4月1日   | 大田区立志茂田中学校開校 初代校長 志達 宏 就任 |
| 昭和35年4月6日   | 開校式挙行 2年生 13学級 校章制定               |
| 昭和35年4月7日   | 第1回入学式 394名                              |
| 昭和35年7月11日  | 校旗制定                                       |
| 昭和35年7月12日  | 第2期工事校舎 完成(鉄筋)                       |
| 昭和35年11月4日  | 特殊学級 開校 2学級23名                        |
| 昭和36年4月4日   | 校歌制定                                       |
| 昭和36年4月18日  | 第3期工事校舎(特別教室) 完成(鉄筋)             |
| 昭和36年7月31日  | 体育館 完成                                    |
| 昭和36年10月19日 | 開校記念日と定める                             |
| 昭和37年4月13日  | 第4期工事校舎 完成(鉄筋)                       |
| 昭和38年1月21日  | 校門外柵(万年塀一部網) 完成                    |
| 昭和39年4月1日   | 第2代校長 弘末 季男 就任                       |
| 昭和39年7月31日  | プール完成                                     |
| 昭和42年4月1日   | 第3代校長 三上 芳雄 就任                       |
| 昭和43年3月30日  | 完全給食作業室 完成(鉄筋)                      |
| 昭和45年3月13日  | 創立十周年記念式典挙行                         |
| 昭和45年4月1日   | 第4代校長 武田 秀雄 就任                       |
| 昭和47年4月1日   | 第5代校長 大熊 光二 就任                       |
| 昭和51年4月1日   | 第6代校長 菊地 武弘 就任                       |
| 昭和53年3月10日  | 第1便所改修 完成                               |
| 昭和56年4月1日   | 第7代校長 町田 真之助 就任                     |
| 昭和57年3月31日  | 校舎改修工事(前期) 完成                        |
| 昭和58年1月22日  | 第1回多摩川緑地公園 校内マラソン大会           |
| 昭和58年8月31日  | 校舎改修工事(後期) 完成                        |
| 昭和59年3月31日  | プール改修工事 完成                            |
| 昭和59年4月1日   | 第8代校長 関根住雄 就任                        |
| 昭和60年2月1日   | 別棟作業室 完成                                |
| 昭和60年2月4日   | 人権尊重教育推進校 研究発表会                  |
| 昭和61年2月28日  | 体育館 完成(旧体育館跡地)                      |
| 昭和61年10月31日 | 校庭改修工事 完成                              |
| 昭和63年4月1日   | 第9代校長 小池 孝弘 就任                       |
| 平成2年11月10日  | 創立30周年記念式典                             |
| 平成3年12月1日   | 特殊学級改修工事 完成                          |
| 平成4年2月28日   | パソコン教室 完成                              |
| 平成5年4月1日    | 第10代校長 嘉藤 隆 就任                        |
| 平成8年4月1日    | 第11代校長 峯岸 誠 就任                        |
| 平成11年4月1日   | 第12代校長 山田 日出雄 就任                    |
| 平成11年12月6日  | 第1期耐震補強工事 完成                         |
| 平成12年11月4日  | 開校40周年記念式典                             |
| 平成13年3月2日   | 第2期耐震補強工事 完成                         |
| 平成16年4月1日   | 第13代校長 飯島 忠志 就任                      |
| 平成22年4月1日   | 第14代校長 松尾 廣文 就任                      |
| 平成22年11月2日  | 開校50周年記念式典                             |
| 平成25年2月15日  | 小中一貫教育推進モデル地区 研究発表会          |
| 平成25年4月1日   | 第15代校長 細越 政道 就任                      |
| 平成29年3月15日  | 校舎改築一期工事 中学校部分竣工                |
| 平成30年4月1日   | 第16代校長 池田 清恵 就任                      |
| 令和2年10月19日  | 開校60周年記念式典                             |
| 令和3年4月1日    | 第17代校長 青海 正 就任                        |

## 交通アクセス
- 最寄り駅は東日本旅客鉄道・東急電鉄蒲田駅。

## 出身者
- 柴田元幸
- 内村賢介 (プロ野球選手)